# Wang Chong
Pour les articles homonymes, voir Wang (patronyme).
Wang Chong (27 - 97?, en chinois : 王充, pinyin Wáng Chōng, Wade-Giles Wang Ch'ung) est un penseur chinois de la dynastie Han. Sa pensée est pour l'essentiel proche du confucianisme, et notamment de celle du penseur Xunzi. L'esprit critique, presque scientifique, de Wang Chong, et sa quête inlassable de la vérité en font cependant un auteur à part dans la tradition chinoise, très proche à certains égards de l'esprit des modernes.
L'œuvre majeure de Wang Chong est le Lunheng 論衡 (Discussions critiques), en 85 chapitres, qui nous est parvenu sous une forme presque complète. Dans le Lunheng, Wang Chong se donne pour tâche de "lutter contre l'erreur" : il réfute toutes sortes de croyances courantes à son époque, et propose des explications rationnelles à nombre de phénomènes considérés comme "surnaturels" par ses contemporains. Un intérêt majeur de l'œuvre est sa nature encyclopédique : comme Wang Chong prend soin de rapporter ou de résumer les idées qu'il réfute, le Lunheng peut se lire comme une somme sur les coutumes, croyances, superstitions, de la dynastie Han.
Si le Lunheng fut beaucoup lu et cité en Chine ancienne, et si Wang Chong fut parfois loué pour sa pensée, il fut cependant critiqué par l'orthodoxie confucianiste en raison de son non-conformisme et de quelques critiques qu'il fit à Confucius. On accusa aussi Wang Chong de manquer de piété filiale, parce que dans sa biographie il brossa un tableau assez sévère de ses ancêtres et de sa famille. Wang Chong fut considéré par les historiens marxistes de la pensée chinoise comme un penseur progressiste, matérialiste et athée. 
Après les Classiques du confucianisme (Classiques chinois), le Lunheng a été l'une des premières œuvres de la pensée chinoise à avoir été traduite intégralement dans une langue occidentale, par le sinologue Alfred Forke entre 1907 et 1911.

## Biographie
La vie de Wang Chong est mal connue ; les informations dont on dispose sont tirées de l'autobiographie de Wang Chong, qui forme le dernier chapitre du Lunheng (ch. 85), et de la biographie que lui consacre le Livre des Han postérieurs (Hou Hanshu, ch. 49); certaines des informations de cette biographie paraissent cependant douteuses.
Wang Chong est né en 27 de notre ère près de l'actuelle ville de Shaoxing dans le Zhejiang. Enfant précoce, il aurait effectué des études à la capitale, Luoyang, peut-être à l'Académie impériale. Trop pauvre pour acheter des livres, il aurait acquis son immense savoir en lisant sur les marchés de la ville. Il occupa quelques postes subalternes dans l'administration, mais en raison de conflits avec ses supérieurs, et sans doute aussi de son caractère intransigeant, il dut se retirer et se consacra désormais à la rédaction de son œuvre. Il mourut sans doute peu avant la fin du Ier siècle de notre ère.

### De Wang Chong
- Wang Ch'ung, Lun-Hêng, tr. Alfred Forke [1907-1911]. New York: Paragon Book Gallery, 1962 (2 vol.).
- Wang Chong, Discussions critiques, trad. Nicolas Zufferey. Paris, Gallimard, 1997 (coll. Connaissance de l'Orient).
- Wang Chong, Balance des discours. Traités philosophiques, introduit, traduit et annoté parNicolas Zufferey. Paris, Belles Lettres, 2019 (coll. Bibliothèque chinoise).

### Sur Wang Chong
- Nicolas Zufferey,  Wang Chong (27-97?): Connaissance, politique et vérité en Chine ancienne. Bern: Peter Lang, 1995 (coll. Etudes asiatiques suisses).
- Nicolas Zufferey, "Quelques questions à propos de la biographie de Wang Chong". In Journal Asiatique (Paris), 282.1 (1994), pp. 165-200.
- Nicolas Zufferey, "Pourquoi Wang Chong critique-t-il Confucius?". In Etudes chinoises (Paris), 14.1 (1995), pp. 25-54.